# 光叶海南樫木
光叶海南樫木（学名：Dysoxylum mollissimum var. glaberrimum）为楝科樫木属下的一个变种。